# Espesura Siskiyou
La espesura Siskiyou es un área silvestre federal designada por la aprobación de la Ley de Áreas Silvestres de California de 1984. Originalmente, la superficie terrestre era de 153 000 acres (619,2 km²). La Ley del Patrimonio Silvestre del Norte de California de 2006 añadió 30 122 acres (121,9 km²)   por el total actual de 182 802 acres (739,8 km²). Toda el área salvaje se encuentra en el norte de California y es administrado por el Servicio Forestal de los Estados Unidos. El área salvaje abarca tres bosques nacionales: Rogue River–Siskiyou, Klamath y Six Rivers.
Las montañas Siskiyou forman una de las crestas continuas más largas de la región de las montañas Klamath. Las elevaciones oscilan entre 770 pies (234,7 m) hasta la cima del Pico Preston a 7309 pies (2227,8 m) sobre el nivel del mar. Teniendo la tendencia en dirección norte-sur desde la frontera de Oregón hasta cerca del pueblo de Weitchpec y 20 millas (32,2 km) tierra adentro desde el océano Pacífico, los Siskiyous están salpicados de picos rocosos que se elevan a más de 6000 pies (1828,8 m) desde las tierras bajas circundantes.

## Flora y fauna
El área salvaje de Siskiyou contiene una colección diversa de especies de coníferas, incluidas las rarezas como el cedro de Alaska, el cedro de Port Orford y la picea de Brewer, que es endémica de las montañas Klamath. Se destaca por la gran cantidad de bosques primarios y por las muchas especies endémicas de flores silvestres, arbustos y árboles, así como por una de las concentraciones de lirios más grandes del mundo.
El área salvaje es el hogar de varias especies raras, como el glotón, el martín, el pescador, el búho moteado del norte y el alce de Roosevelt. También hay osos negros, venados de cola negra y muchas variedades de aves. Los arroyos claros proporcionan lugares de desove para el salmón Chinook, la trucha arcoíris y el coho.

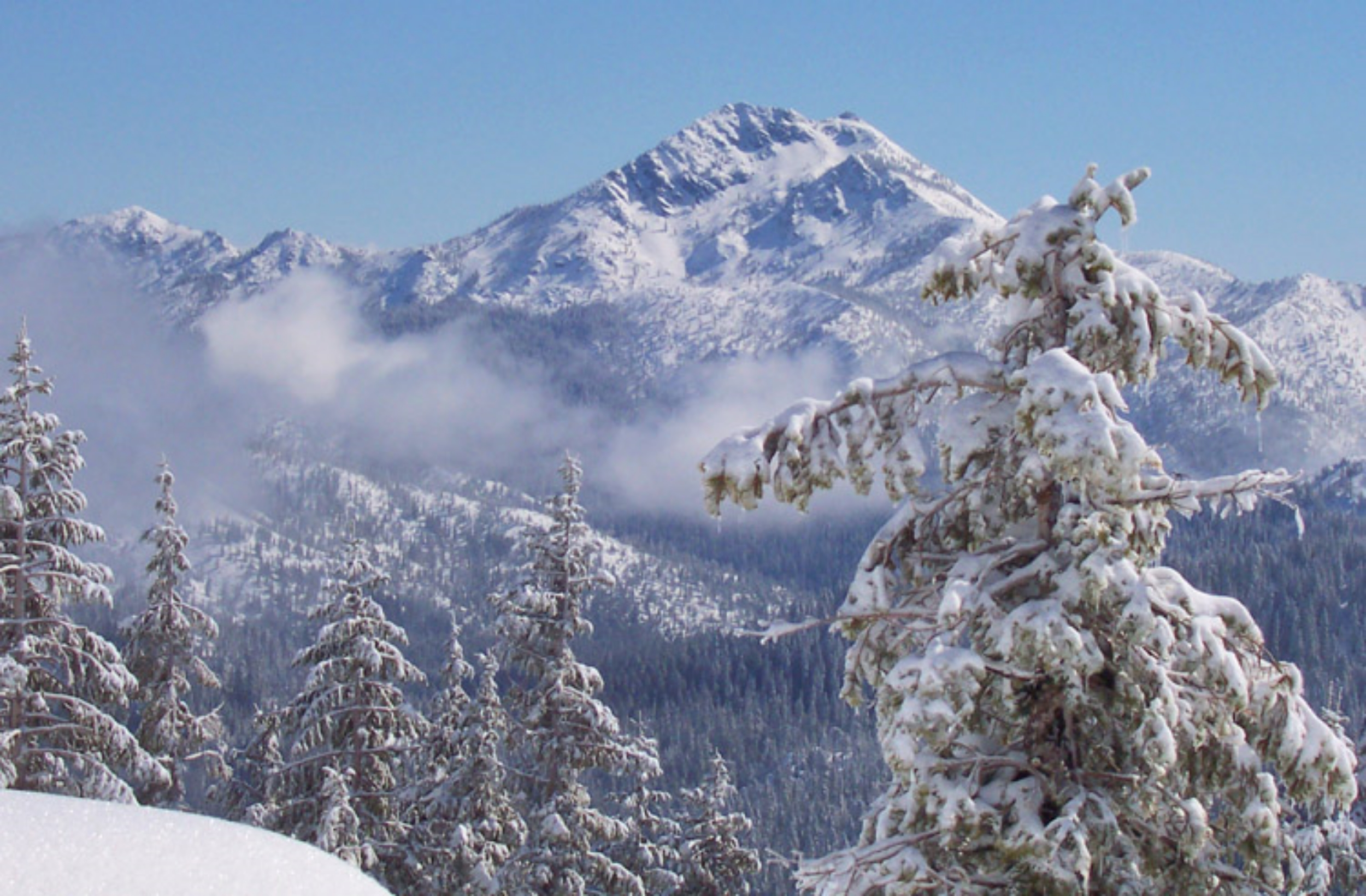
Pico Preston cubierto de nieve

## Recreación
El sendero recreativo nacional Clear Creek cruza 20,5 millas (33,0 km) de la parte norte y brinda acceso a algunas de las partes más pintorescas de la naturaleza, desde cerca del río Klamath hasta la divisoria del río Smith (California). En la parte sur de la naturaleza, el Kelsey National Recreation Trail comienza en Bear Lake y el excursionista experimentado puede caminar unas 20 millas (32,2 km) hasta el río Smith. Las áreas más visitadas se encuentran en la esquina noroeste de la región, concentradas en los senderos que conducen a los lagos. Gran parte del área carece de senderos y es de difícil de acceder a través del campo debido a la densa maleza. El Bigfoot Trail atraviesa la cresta de la espesura de norte a sur, a través de algunas de las áreas más remotas.

## Climatizado
| Parámetros climáticos promedio de Espesura Nacional Siskiyou | Parámetros climáticos promedio de Espesura Nacional Siskiyou | Parámetros climáticos promedio de Espesura Nacional Siskiyou | Parámetros climáticos promedio de Espesura Nacional Siskiyou | Parámetros climáticos promedio de Espesura Nacional Siskiyou | Parámetros climáticos promedio de Espesura Nacional Siskiyou | Parámetros climáticos promedio de Espesura Nacional Siskiyou | Parámetros climáticos promedio de Espesura Nacional Siskiyou | Parámetros climáticos promedio de Espesura Nacional Siskiyou | Parámetros climáticos promedio de Espesura Nacional Siskiyou | Parámetros climáticos promedio de Espesura Nacional Siskiyou | Parámetros climáticos promedio de Espesura Nacional Siskiyou | Parámetros climáticos promedio de Espesura Nacional Siskiyou | Parámetros climáticos promedio de Espesura Nacional Siskiyou |
| Mes                                                          | Ene.                                                         | Feb.                                                         | Mar.                                                         | Abr.                                                         | May.                                                         | Jun.                                                         | Jul.                                                         | Ago.                                                         | Sep.                                                         | Oct.                                                         | Nov.                                                         | Dic.                                                         | Anual                                                        |
| ------------------------------------------------------------ | ------------------------------------------------------------ | ------------------------------------------------------------ | ------------------------------------------------------------ | ------------------------------------------------------------ | ------------------------------------------------------------ | ------------------------------------------------------------ | ------------------------------------------------------------ | ------------------------------------------------------------ | ------------------------------------------------------------ | ------------------------------------------------------------ | ------------------------------------------------------------ | ------------------------------------------------------------ | ------------------------------------------------------------ |
| Temp. máx. abs. (°C)                                         | 20.6                                                         | 26.7                                                         | 33.3                                                         | 35.6                                                         | 42.2                                                         | 43.9                                                         | 46.1                                                         | 46.1                                                         | 43.3                                                         | 37.8                                                         | 27.8                                                         | 20.6                                                         | 46.1                                                         |
| Temp. máx. media (°C)                                        | 10                                                           | 12.8                                                         | 16.1                                                         | 20                                                           | 24.4                                                         | 28.9                                                         | 33.3                                                         | 33.3                                                         | 30                                                           | 23.3                                                         | 13.9                                                         | 9.4                                                          | 21.3                                                         |
| Temp. mín. media (°C)                                        | -0.6                                                         | 0.6                                                          | 1.7                                                          | 2.8                                                          | 5                                                            | 8.3                                                          | 10.6                                                         | 10.6                                                         | 7.8                                                          | 3.9                                                          | 2.2                                                          | -0.6                                                         | 4.4                                                          |
| Temp. mín. abs. (°C)                                         | -13.9                                                        | -13.9                                                        | -7.2                                                         | -5.6                                                         | -5.6                                                         | -2.8                                                         | -1.7                                                         | -1.1                                                         | -4.4                                                         | -7.8                                                         | -12.2                                                        | -18.9                                                        | -18.9                                                        |
| Precipitación total (mm)                                     | 232.7                                                        | 217.4                                                        | 175.3                                                        | 77.2                                                         | 39.4                                                         | 16.8                                                         | 7.9                                                          | 13.7                                                         | 31.5                                                         | 79                                                           | 199.6                                                        | 223.3                                                        | 1313.7                                                       |
| Nevadas (cm)                                                 | 8.6                                                          | 4.3                                                          | 1.5                                                          | 0.8                                                          | 0                                                            | 0                                                            | 0                                                            | 0                                                            | 0                                                            | 0                                                            | 2.3                                                          | 9.1                                                          | 26.7                                                         |
| Fuente:                                                      |                                                              |                                                              |                                                              |                                                              |                                                              |                                                              |                                                              |                                                              |                                                              |                                                              |                                                              |                                                              |                                                              |